# Badrumssångarna
Badrumssångarna var ett radioprogram som sändes i Sveriges Radio P2 under mellandagarna 2012 - 2013. Programmet var utformat som en musiktävling mellan fyra lag. Programledare var Thomas Nordegren, domare Anders Klintevall och producent Anna-Karin Ivarsson.

De tävlande lagen var:

- Lag Confidencen - Kjerstin Dellert och Henrik Måwe.[1]
- Lag Musikerna - Margareta Bengtsson och Bengt Forsberg.[1]
- Lag Kungliga Operan - Katarina Aronsson och Staffan Mårtensson.[1]
- Lag Kritikerna - Camilla Lundberg och Love Enström.[1]